# Luciu

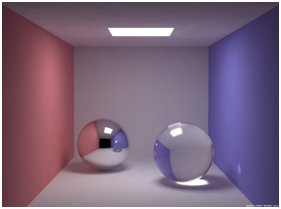
Reflexii pe suprafețele lucioase ale bilelor

Luciul este fenomenul care ia naștere la nivelul suprafeței netede a unui material, la care dimensiunea denivelărilor suprafeței este mai mică decât lungimea de undă a razei de lumină vizibilă. Luciul se manifestă prin proprietatea optică de a reflecta lumina într-o direcție speculară.
Luciu prezintă în special metalele și mineralele cristaline. În mineralogie se deosebesc următoarele tipuri de luciu:
- diamantin
- gras
- semimetalic
- rășinos
- metalic
- de smoală
- perlat
- de porțelan
- mătăsos
- de ceară

De asemenea unele minerale pot avea luciu de plumb sau de cupru.